# Zimmerstunde
In der Gastronomie einiger europäischer Länder, namentlich der Schweiz und Deutschlands, ist die Zimmerstunde die unbezahlte Pause, die Angestellte in den meisten Betrieben zwischen der Arbeit am Mittag und der Arbeit am Abend einlegen müssen.
Ein typischer Arbeitstag in einem Schweizer Restaurant dauert von 10 Uhr bis 14 Uhr, mit 30 Minuten Mittagspause, und von 18 bis 23 Uhr oder noch später. Die Zeit dazwischen, von 14 Uhr bis 18 Uhr, ist die Zimmerstunde.
Weil die Zimmerstunde den Arbeitstag verlängert, ist sie einer der Faktoren, die die Arbeit im Gastgewerbe unattraktiv machen. In den 2020er Jahren gingen daher einige Schweizer Betriebe dazu über, die Zimmerstunde abzuschaffen, nachdem sie feststellten, dass insbesondere jüngere Arbeitnehmer Stellen mit Zimmerstunde nur noch selten annehmen.